# Shelton Benjamin
Shelton Benjamin , född 23 juni 1975, är en amerikansk professional fribrottare och före detta amatörbrottare, känd för sin tid i World Wrestling Entertainment (WWE). Benjamin har en bakgrund i amatörbrottning, bland annat brottning på gymnasiet och på University of Minnesota. Dessutom har Benjamin agerat som assisterande tränare i amatörbrottning. WWE flyttade honom sedan till den viktigaste deltagarlistan och satte honom i en allians med Kurt Angle och Charlie Haas, som kallas Team Angle (och senare World's Greatest Tag Team). Under sin tid på företaget har han vunnit Intercontinental Championship tre gånger, USA Championship en gång och Tag Team Championship två gånger med Haas.